# ランダル・ヒル
ランダル・ヒル（Randal Hill 1969年9月21日- ）はフロリダ州マイアミ出身のアメリカンフットボール選手。NFLで1991年から1997年まで7シーズンプレーした。ポジションはワイドレシーバー。

## 経歴
マイアミ大学に進学した彼は1987年、1989年とジミー・ジョンソンヘッドコーチのもとで全米チャンピオンの一員となった。1年次の1987年には19回のキックオフリターンで497ヤードを獲得、当時の大学記録を更新した。

1989年のオレンジボウルでの全米ランキング1位ノートルダム大学戦の後半、第3ダウン残り43ヤード、自陣7ヤードからの攻撃で、クレイグ・エリクソンのパスをキャッチした彼は44ヤードを獲得、見事ファーストダウンを獲得した。この試合でチームは27-10で勝利し全米チャンピオンとなった。
1991年のコットンボウルで行ったタッチダウンセレブレーションは有名なプレーとなった。大学4年間で54回のキックオフリターンで1169ヤードをリターンしたがこの記録は現在も大学記録として残っている。また107回のレシーブで1643ヤードを獲得、11タッチダウンをあげた。
1991年のNFLドラフト1巡目でマイアミ・ドルフィンズに指名された。ドルフィンズとの契約が合意に達せず、トレーニングキャンプを25日間ホールドアウトした末、8月6日にドルフィンズと3年契約を結んだ。シーズン開幕後、プレーする準備ができていないとドン・シュラヘッドコーチに判断され、1992年のNFLドラフト1巡指名権と引き換えにフェニックス・カージナルスへトレードされた。
カージナルスではディープスリートとして期待されたが、1991年は45回のレシーブで495ヤードを獲得、1タッチダウンで期待外れに終わった。1992年は自己ベストの58回のレシーブで861ヤードを獲得、3タッチダウンをあげた。1993年、チームにはワシントン・レッドスキンズで5回1000ヤードレシーバーとなったことのあるゲイリー・クラークが加入、ヒルは35回のレシーブで519ヤードを獲得、4タッチダウンをあげた。1994年は38回のレシーブでタッチダウンなしであった。
1995年にドルフィンズへ復帰し、2シーズンプレーした。1997年をニューオーリンズ・セインツでプレー、チームトップの55回のレシーブで761ヤードを獲得した。
1998年はシカゴ・ベアーズと契約を結んだがレギュラーシーズンでプレーすることはなかった。
NFLでは通算で262回のレシーブで3849ヤードを獲得、14タッチダウンをあげた。
現役引退後はアメリカ合衆国国土安全保障省に所属した。
2015年7月、翌年行われるアメリカ合衆国下院議員選挙に共和党のフレデリカ・ウィルソンの対抗馬として共和党から出馬を表明したがウィルソンに敗れた。

## 人物
NFL最速の男を決める60ヤード走の1992年大会の準決勝で第1シードのウィリー・ゴールトを破って決勝に進出した。決勝ではアレキサンダー・ライトと争い、6秒20を出したが6秒14のライトに敗れた。